# Andreas Vinciguerra
| Estadísticas de Andreas Vinciguerra | Estadísticas de Andreas Vinciguerra |
| ----------------------------------- | ----------------------------------- |
| Origen:                             | Malmö, Suecia                       |
| Fecha de nacimiento:                | 19 de febrero de 1981 (44 años)     |
| Altura:                             | 1,77 m                              |
| Peso:                               | 68 kg                               |
| Juego:                              | Zurdo                               |
| Profesional desde:                  | 1998                                |
| Retiro:                             | En actividad                        |
| Mejor Ranking ATP en Singles:       | 33º                                 |

Andreas Vinciguerra (nacido el 19 de febrero de 1981 en Malmö) es un tenista sueco.
Se convirtió en profesional en 1998. A nivel de juniors era muy impresionante, ganando campeonatos en Europa. Asimismo llegó a la final de juniors del Abierto de Australia cuando tenía 17 años, finalizando sexto en el ranking de dicha categoría. El zurdo ganó un título en individuales en 2000 en Copenhague, Dinamarca. Alcanzó su máxima clasificación en el ranking de la ATP el 5 de noviembre de 2001, cuando fue el número 33 del mundo. El sobrenombre que le han puesto en su país y el resto del mundo es Vinci The Code y es uno de los jinetes del sitio especializado "Ojo de Halcón", uno de los más grandes referentes en idioma español del tenis.

## Títulos (1)

### Individuales (1)
| Leyenda                |
| Grand Slam (0)         |
| Tennis Masters Cup (0) |
| ATP Masters Series (0) |
| ATP Tour (1)           |

| N.º | Fecha                 | Torneo     | Superficie | Oponente en la final | Resultado  |
| --- | --------------------- | ---------- | ---------- | -------------------- | ---------- |
| 1.  | 28 de febrero de 2000 | Copenhague | Carpeta    | Magnus Larsson       | 6-3 7-6(5) |

### Finalista en individuales (3)
- 1999: Båstad (pierde ante Juan Antonio Marín)
- 2000: Båstad (pierde ante Magnus Norman)
- 2001: Copenhague (pierde ante Tim Henman)